# Jinan u zámečku na ul. Frýdecké
Jinan u zámečku na ul. Frýdecké je památný jinan dvoulaločný (Ginkgo biloba L.), který roste v malém parku v Ostravě-Kunčicích v geomorfologickém celku Ostravská pánev v Moravskoslezském kraji v Horním Slezsku.

## Historie a popis stromu
Jinan se nachází v sadu bývalého zámečku v Ostravě-Kunčicích. Podle údajů z roku 1998:
| Výška stromu:                                 | 19 m                                                                             |
| Obvod kmene ve výčetní výšce:                 | 2,26 m                                                                           |
| Ochranné pásmo:                               | dle zákona, tj. v době vyhlášení kruh o průměru 10 m se středem v ose paty kmene |
| Datum zařazení do databáze významných stromů: | 3. února 1998                                                                    |

## Galerie

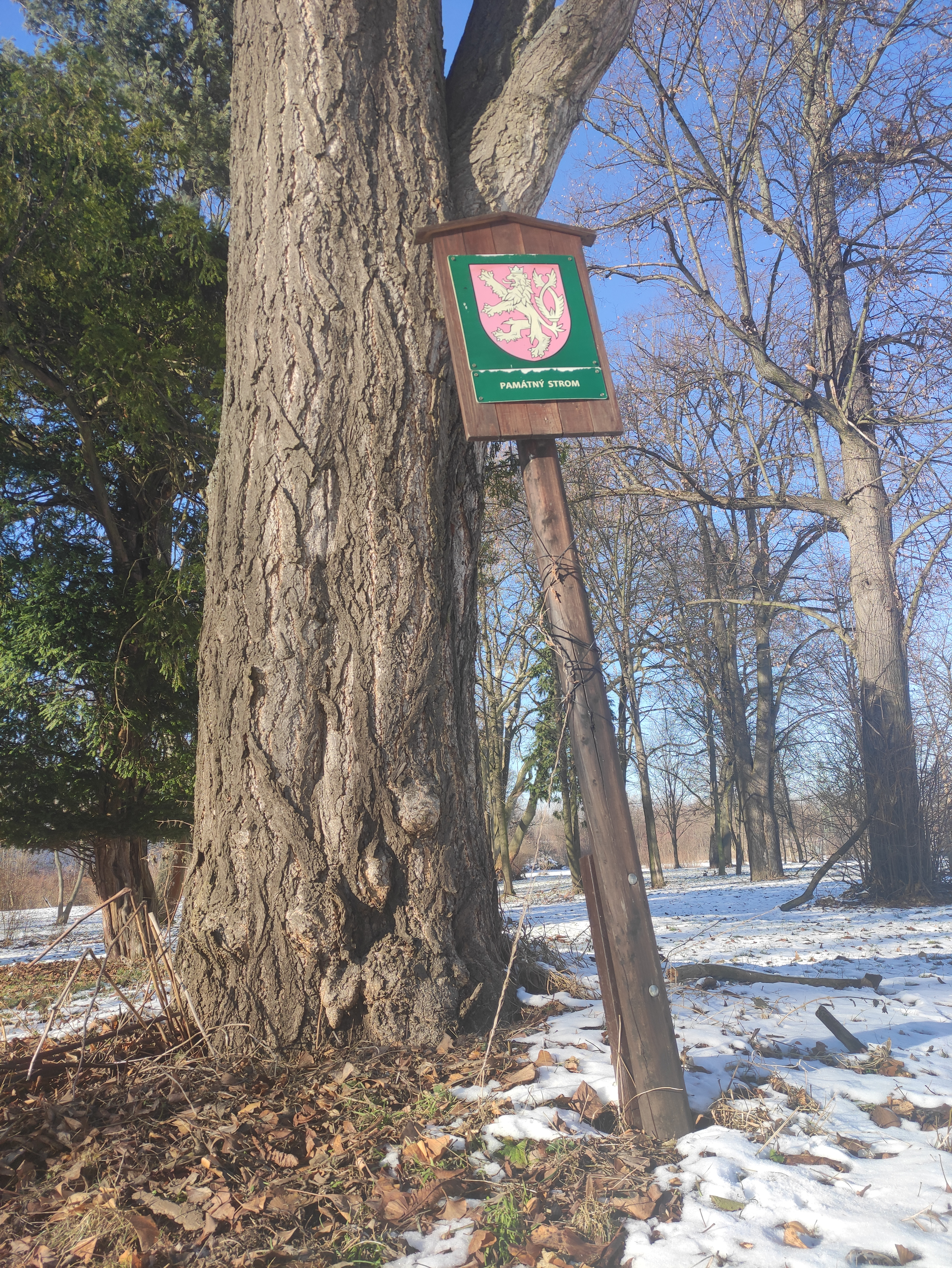

## Další informace
Strom je celoročně volně přístupný.